# Каплан, Владимир Васильевич
Владимир Васильевич Каплан — советский хозяйственный, государственный и политический деятель, Герой Социалистического Труда.

## Биография
Родился в 1928 году в Крыму, в селе Александровка, на тот момент Тельмановского (Джанкойского) района КрАССР. Член КПСС.
С 1945 года — на хозяйственной, общественной и политической работе. В 1945—1988 гг. — прицепщик в тракторной бригаде, тракторист, комбайнёр, военнослужащий Советской Армии, механизатор, первоцелинник новоорганизованного совхоза «Будаевский» Северо-Казахстанской области, тракторист совхоза «Большевик» Красногвардейского района Крымской области.
Указом Президиума Верховного Совета СССР от 15 декабря 1972 года присвоено звание Героя Социалистического Труда с вручением ордена Ленина и золотой медали «Серп и Молот».
Лауреат Государственной премии СССР (01.11.1979, за передовой опыт по выращиванию высоких урожаев кукурузы).
Умер в селе Ровном в 2006 году.

## Награды
Награждён 3 орденами Ленина (23.06.1966; 15.12.1972; 24.12.1976), орденом Октябрьской Революции (08.04.1971), медалями, в том числе «За освоение целинных земель» (20.10.1956), а также медалью ВСХВ (1954) и знаком ЦК ВЛКСМ «За освоение новых земель» (1954).